# تپه خر منجاه کهریز جمال
تپه خر منجاه کهریز جمال مربوط به دوره اشکانیان است و در شهرستان نهاوند، بخش خزل، روستای کهریز جمال واقع شده و این اثر در تاریخ ۲۴ اسفند ۱۳۸۳ با شمارهٔ ثبت ۱۱۴۲۷ به‌عنوان یکی از آثار ملی ایران به ثبت رسیده است.